# جواري (لاعب كرة قدم)
جواري (بالبرتغالية: Juary) مواليد 16 يونيو 1959 في البرازيل، هو لاعب كرة قدم برازيلي سابق كان يلعب كمهاجم. لعب خلال مسيرته 213 مباراة سجل خلالها 59 هدفاً.

## المسيرة الاحترافية

### أندية لعب لها
- نادي سانتوس
- نادي جامعة غوادالاخارا
- نادي أفيلينو
- إنتر ميلان
- نادي أسكولي
- نادي كريمونيسي
- نادي بورتو
- جمعية بورتوغيزا الرياضية

## روابط خارجية
- جواري على موقع الاتحاد الدولي (مؤرشف)  (الإنجليزية)
- جواري على موقع قاعدة بيانات كرة القدم.إي يو (الإنجليزية)
- جواري على موقع ناشيونال فوتبول تيمز (الإنجليزية)